# Tamba ochracea
Tamba ochracea är en fjärilsart som beskrevs av Louis Beethoven Prout 1932. Tamba ochracea ingår i släktet Tamba och familjen nattflyn. Inga underarter finns listade i Catalogue of Life.